# Gert Frank
Gert Frank (n. 15 martie 1956, Hobro, Aalborg County⁠(d), Danemarca – d. 19 ianuarie 2019) a fost un sportiv ce a reprezentat Danemarca, medaliat olimpic. A participat la o ediție a Jocurilor Olimpice (1976) în care a câștigat o medalie de bronz.

## Participări
Lista de mai jos prezintă principalele competiții la care a participat Gert Frank de-a lungul carierei.
- cycling at the 1976 Summer Olympics – men's team time trial[*]